# Estado Aragonés
Estado Aragonés (EA) va ser un partit polític nacionalista aragonès d'esquerres, que es va formar a Barcelona al desembre de 1933, influït per l'exemple d'Estat Català. La majoria dels seus membres procedien de la Unión Aragonesista i eren originaris de la Ribagorça. El seu president era Gaspar Torrente i entre els seus militants estaven Emilio Jover i Julio Calvo Alfaro. Les seves joventuts, Juventud de Estado Aragonés Los Almogávares dirigida per Luis Porté, van donar suport a la declaració de la República Catalana per Lluís Companys el 6 d'octubre de 1934, cosa que va suposar la clausura posterior de la seva seu i que l'organització romangués inactiva fins a 1936, quan obren una nova seu i trien a Miguel Alcubierre president de les joventuts, el qual va llançar una campanya a Aragó per a la consecució de l'autonomia que va tenir ressò entre els partits republicans d'esquerra, mentre Gaspar Torrente seguia en la direcció del partit. Amb el començament de la Guerra Civil EA va deixar de tenir activitat pública. El seu testimoni el va voler recollir el grup Estau Aragonés, creat el 2006 i que se'n declara successor.
Estau Aragonés (EA) (en català Estat Aragonès) és un partit polític independentista aragonès creat el 2006 i inspirat en l'antic Estado Aragonés de 1933, del qual se'n declara successor. Els seus ideals són aconseguir a independència d'Aragó, l'alliberament de la classe obrera aragonesa i la cooficialitat de l'aragonès i del català.